# Reprezentacja Macedonii na Mistrzostwach Świata w Narciarstwie Klasycznym 2005
Reprezentacja Macedonii na Mistrzostwach Świata w Narciarstwie Klasycznym 2005 w Oberstdorfie liczyła czterech biegaczy narciarskich, którzy wystartowali w zawodach mężczyzn.
Macedończycy nie zdobyli żadnego medalu, a ich najwyższym osiągniętym miejscem była 83. pozycja Igora Ilieskiego w sprincie.

## Wyniki

### Biegi narciarskie

#### Mężczyźni
Sprint
- Igor Ilieski – 83. miejsce
- Ǵorǵi Icoski – 85. miejsce
- Borce Jovanoski – 86. miejsce
- Ile Spaseski – 87. miejsce

15 km stylem dowolnym
- Ǵorǵi Icoski – 106. miejsce
- Ile Spaseski – 113. miejsce
- Borce Jovanoski – 114. miejsce
- Igor Ilieski – 115. miejsce

Bieg pościgowy 2x15 km
- Ǵorǵi Icoski – nie ukończył
- Ile Spaseski – nie ukończył
- Borce Jovanoski – nie ukończył
- Igor Ilieski – nie ukończył